# ماري ألكورن
ماري ألكورن (بالإنجليزية: Mary Alcorn)‏ هي سيدة أعمال نيوزيلندية، ولدت في 30 مارس 1866 في هوكيتيكا ‏ في نيوزيلندا، وتوفيت في 1928 في ويلينغتون في نيوزيلندا.